# Macroclima
Macroclima é a maior das unidades climáticas, compreendendo áreas muito vastas da superfície terrestre. Compreende as subdivisões de clima global, clima zonal e clima regional, e localiza-se superiormente ao mesoclima na escala climática. Sua caracterização é definida por meio de dados obtidos por postos meteorológicos que, em zonas com relevo acentuado, são apenas relativos, dentro do âmbito agrícola, especialmente. De forma inversa, grandes áreas de planície podem ser abrangidas pelo mesmo macroclima . O estudo do macroclima é comum no âmbito da viticultura.